# Platostoma
Platostoma, biljni rod iz porodice usnača kojemu pripada 51 vrsta jednogodišnjeg raslinja i trajnica uglavnom iz tropske i južne Afrike, Madagaskara, u Aziji od Indije do Indokine i južne Kine, Maleziji i Australiji. Opisan je prvi puta 1818.
Rod je smješten u podtribus  Ociminae, dio tribusa Ocimeae, potporodica Nepetoideae.

## Opis
Jednogodišnje ili višegodišnje biljke, sa stabljikama koje izrastaju iz glavnog korijena, tankog rizoma ili drvenastog podanka. Lišće nasuprotno, peteljkasto; gornje lišće ponekad u osnovi blijedo ili obojeno. Cvat s više od 3 cvijeta; brakteje obično obojene. Čaška dvousnena, na presjeku zaobljena; gornja usna s 1 ili 3 režnja. Vjenčić bijel, ružičast ili plavkast do ljubičast; dvousni s kratkom cjevčicom, širi se u grlu, iznutra dlakavi; stražnja usna uspravna, srednji režnjevi nešto manji. Plod se sastoji od oraščića, crn, objajast, sa sitnim uzdužnim grebenima; ponekad dlakavi na vrhu; ne stvara sluz kada je mokar.

## Vrste
1. Platostoma africanum P.Beauv.
2. Platostoma albiflorum Suddee, A.J.Paton & J.Parn.
3. Platostoma annamense (G.Taylor) A.J.Paton
4. Platostoma axillaris (Benth.) A.J.Paton
5. Platostoma becquerelii Suddee & A.J.Paton
6. Platostoma busbanianum Suddee, A.J.Paton & J.Parn.
7. Platostoma calcaratum (Hemsl.) A.J.Paton
8. Platostoma cambodgense Suddee & A.J.Paton
9. Platostoma clausum (Merr.) A.J.Paton
10. Platostoma cochinchinense (Lour.) A.J.Paton
11. Platostoma coeruleum (R.E.Fr.) A.J.Paton
12. Platostoma coloratum (D.Don) A.J.Paton
13. Platostoma denticulatum Robyns
14. Platostoma dilungense (Lisowski & Mielcarek) A.J.Paton
15. Platostoma elongatum (Benth.) A.J.Paton
16. Platostoma fastigiatum A.J.Paton & Hedge
17. Platostoma fimbriatum A.J.Paton
18. Platostoma gabonense A.J.Paton
19. Platostoma glomerulatum A.J.Paton & Hedge
20. Platostoma grandiflorum Suddee & A.J.Paton
21. Platostoma helenae (Buscal. & Muschl.) ined.
22. Platostoma hemratianum Suddee, Puudjaa & Kiewbang
23. Platostoma hildebrandtii (Vatke) A.J.Paton & Hedge
24. Platostoma hispidum (L.) A.J.Paton
25. Platostoma intermedium A.J.Paton
26. Platostoma kerrii Suddee & A.J.Paton
27. Platostoma lanceolatum (Chermsir. ex Murata) A.J.Paton
28. Platostoma laxiflorum A.J.Paton & Hedge
29. Platostoma leptochilon Robyns
30. Platostoma longicorne (F.Muell.) A.J.Paton
31. Platostoma madagascariense (Benth.) A.J.Paton & Hedge
32. Platostoma mekongense Suddee
33. Platostoma menthoides (L.) A.J.Paton
34. Platostoma montanum (Robyns) A.J.Paton
35. Platostoma ocimoides (G.Taylor) A.J.Paton
36. Platostoma ovatum Suddee, A.J.Paton & J.Parn.
37. Platostoma palniense (Mukerjee) A.J.Paton
38. Platostoma palustre (Blume) A.J.Paton
39. Platostoma parnellianum Suddee, A.J.Paton & Kiewbang
40. Platostoma rotundifolium (Briq.) A.J.Paton
41. Platostoma rubrum Suddee & A.J.Paton
42. Platostoma siamense (Murata) A.J.Paton
43. Platostoma stoloniferum (G.Taylor) A.J.Paton
44. Platostoma strictum (Hiern) A.J.Paton
45. Platostoma taiwanense S.S.Ying
46. Platostoma taylorii Suddee & A.J.Paton
47. Platostoma tectum A.J.Paton
48. Platostoma tenellum (Benth.) A.J.Paton & Hedge
49. Platostoma thymifolium (Benth.) A.J.Paton & Hedge
50. Platostoma tridechii Suddee
51. Platostoma verbenifolium (Watt ex Mukerjee) A.J.Paton

## Sinonimi
- Acrocephalus Benth.; Edwards´s Bot. Reg. 15: t. 1282, 13 (1829)
- Ceratanthus F.Muell. ex G.Taylor; J. Bot. 74: 3 (1936)
- Geniosporum Wall. ex Benth.; Edwards´s Bot. Reg. 15: t. 1300 (1830)
- Hemsleia Kudô; Mem. Fac. Sci. Taihoku Imp. Univ. 2: 142 (1929)
- Limniboza R.E.Fr.; Wiss. Erg. Schwed. Rhodesia-Kongo-Exp. 1911-1912, 1: 277 (1916)
- Mesona Blume; Bijdr. Fl. Ned. Ind. 838 (1826)
- Nosema Prain; J. Asiat. Soc. Bengal, Pt. 2, Nat. Hist. 73: 20 (1904)
- Octomeron Robyns; Bull. Jard. Bot. État Bruxelles 17: 28 (1943)